# Leon Visart de Bocarmé

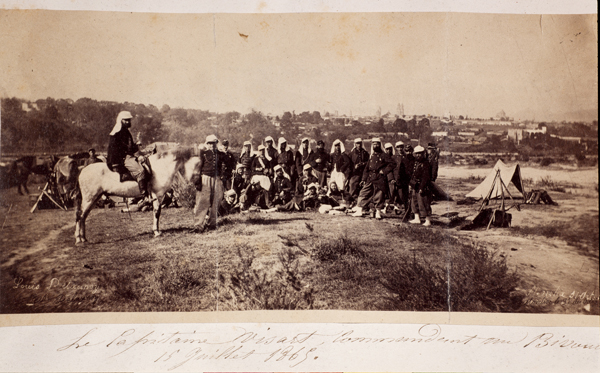
Kapitein Visart en zijn manschappen in bivak te Morelia, 1865

Leon Ghislain Prudence Visart de Bocarmé (Sint-Kruis, 21 december 1837 - Lubbeek, 10 juli 1900) was officier en volksvertegenwoordiger.

## Familie
Hij was de jongste zoon van het echtpaar Marie Jean Joseph Visart de Bocarmé - de Man en trouwde in 1869 met Henrica Storm (Breda, 22 september 1842 -  Woubrechtegem, 17 januari 1925), met wie hij zes kinderen kreeg. Slechts twee van hen, de tweeling Amédée en Jean, trouwden:
- Amédée Visart (1880-1929), die trouwde met Scholastica Beerens (1885-1958), met wie hij een enige dochter had;
- Jean Visart (1880-1947), die trouwde met Nelly Haverkamp (1903-2001), met wie hij vier kinderen had, met nageslacht tot heden.

## Naar Mexico

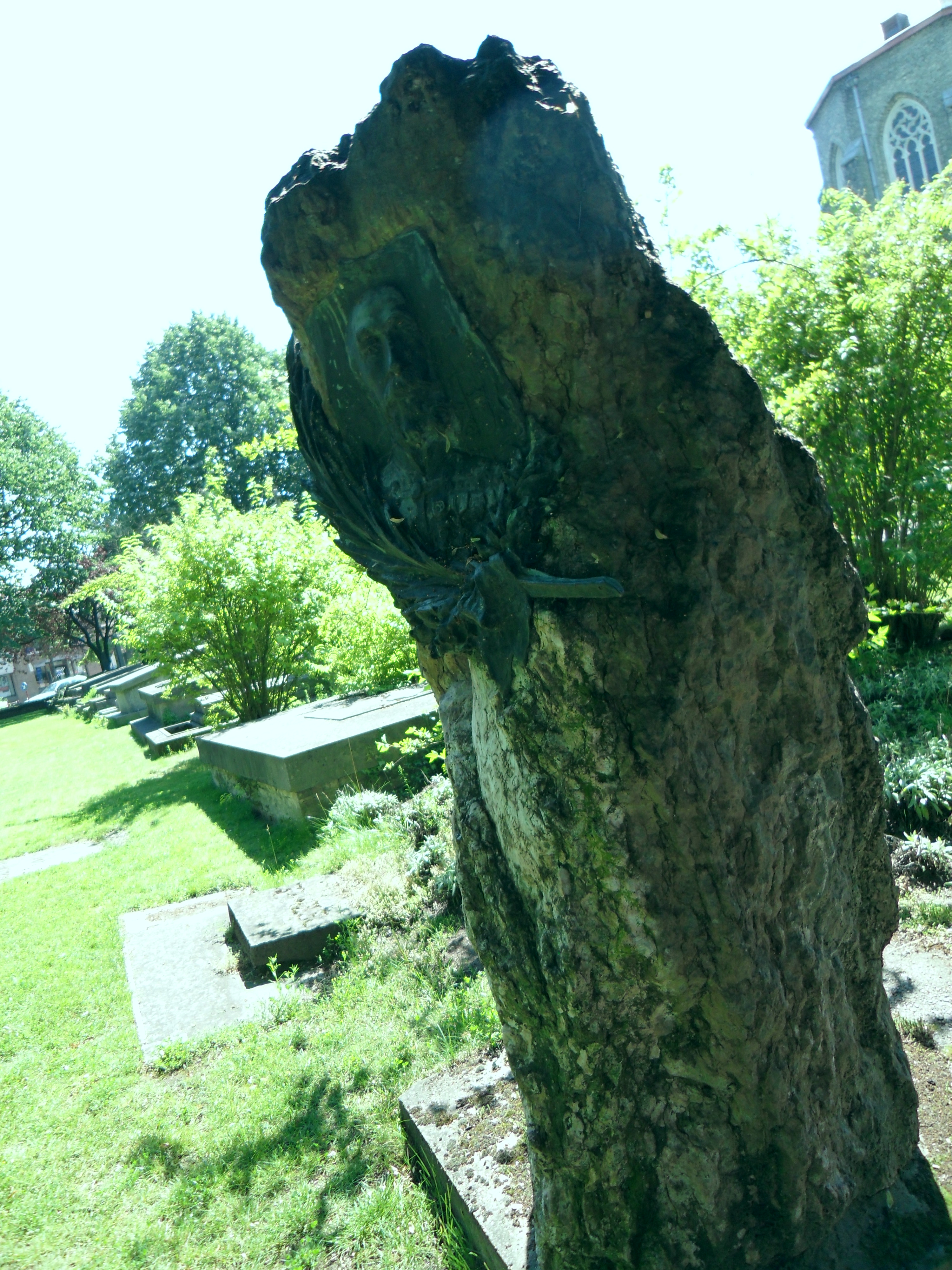
Monument opgericht ter nagedachtenis van Leon Visart door zijn kameraden van de expeditie in Mexico (kerkhof Sint-Kruis)

Hij koos voor een beroep als militair. In 1855-56 volgde hij de opleiding in de Militaire School en werd in 1857 onderluitenant en in 1862 luitenant. Hij meldde zich als vrijwilliger aan voor het Regiment Keizerin Charlotte dat van 1864 tot 1867 in Mexico het wankele keizerrijk van Maximiliaan en Charlotte (dochter van Leopold I) vergeefs poogde te redden. Hij gedroeg er zich moedig tijdens gevechten en werd tot majoor gepromoveerd. Bij zijn terugkeer nam hij opnieuw dienst in het Belgisch leger, met de graad van kapitein en nam in 1869 ontslag, het jaar dat hij trouwde.

## Volksvertegenwoordiger
In 1870 werd hij voor de Katholieke Partij verkozen tot lid van de Kamer van volksvertegenwoordigers voor het arrondissement Veurne en zou tot aan zijn overlijden in 1900 regelmatig herkozen worden. Gedurende enkele jaren was hij ook gemeenteraadslid en schepen in Alveringem.
In het parlement, waar hij zetelde met zijn broer Amedée Visart de Bocarmé, had hij vooral belangstelling voor militaire aangelegenheden en onder meer voor de taaltoestanden in het leger. Hij kwam op voor een betere, zo niet verplichte kennis van het Nederlands bij de officieren.
Een paar jaar na zijn broer Amedée, in 1888, werd aan jonkheer Leon Visart eveneens de titel van graaf toegekend, overdraagbaar bij eerstgeboorte.

## Varia
Leon Visart de Bocarmé was eigenaar van het kasteel van het Vrije van Sint-Omaars in Alveringem. Het kasteel werd gesloopt in 1912. Van de kasteelsite rest heden enkel nog de "hoeve Visart". Deze hoeve bestaat uit het voormalige koetsiershuis en het huis van de hovenier en werd naar verluidt deels ook gebouwd met afbraakmateriaal van het kasteel zelf.